# Lucille Bremer
Lucille Bremer (Amsterdam, Nueva York; 21 de febrero de 1917 – La Jolla, California; 16 de abril de 1996) fue una actriz y bailarina estadounidense.

## Biografía
Empezó su carrera en el teatro Radio City Music Hall a la edad de 16. Bremer, junto a las actrices Vera-Ellen y June Allyson, aparecieron en el musical de Broadway Panama Hattie en 1940. Fue llevada por un cazatalentos a Hollywood, donde firmó un contrato con la Metro-Goldwyn-Mayer.
Hizo su debut en el cine en la película Meet Me in St. Louis (1944) como la hermana de Judy Garland, seguido de un papel coprotagónico junto a Fred Astaire en Yolanda and the Thief (1945). Su última película importante fue Till the Clouds Roll By (1946), ya que la MGM empezó a perder interés en seguir patrocinándola. Después de algunos pequeños papeles, realizó su último papel protagónico en Behind Locked Doors (1948).
Se casó con Abelardo Luis Rodríguez, hijo del entonces presidente de México, Abelardo L. Rodríguez. Se mudaron a Baja California Sur, México, donde permanecieron hasta su divorcio, en 1963. Lucille se estableció en La Jolla, California, donde falleció en 1996 de un ataque cardíaco, a la edad de 79 años.

## Filmografía

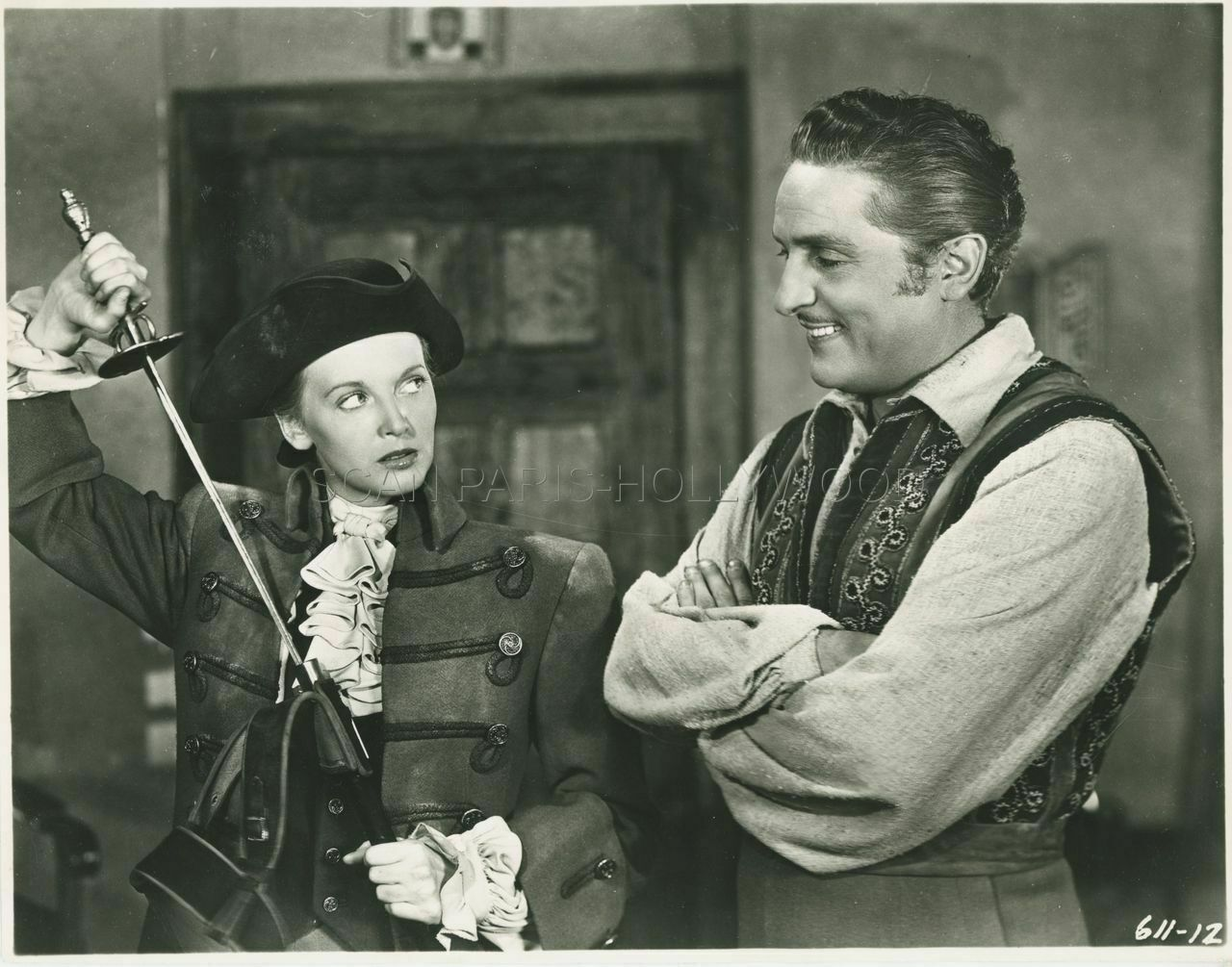
Bremer con Arturo de Córdova en Adventures of Casanova (1948).

| Año  | Título                  | Rol                                                            |
| ---- | ----------------------- | -------------------------------------------------------------- |
| 1942 | Penny Arcade            | Mujer                                                          |
| 1944 | This Love of Mine       | Bailarina                                                      |
| 1944 | Meet Me in St. Louis    | Rose Smith                                                     |
| 1945 | Yolanda and the Thief   | Yolanda                                                        |
| 1946 | Ziegfeld Follies        | Princess ("This Heart of Mine") / Moy Ling ("Limehouse Blues") |
| 1946 | Till the Clouds Roll By | Sally Hessler                                                  |
| 1947 | Dark Delusion           | Cynthia Grace                                                  |
| 1948 | Adventures of Casanova  | Lady Bianca                                                    |
| 1948 | Ruthless                | Christa Mansfield                                              |
| 1948 | Behind Locked Doors     | Kathy Lawrence                                                 |